# Kámianka-Dniprovska
Kámianka del Dniéper (en ucraniano: Кам'янка-Дніпровська, romanizado: Kámianka-Dniprovska; en ruso: Каменка-Днепровская, romanizado: Kámenka-Dnepróvskaya) es una ciudad ucraniana perteneciente al óblast de Zaporiyia. Situada en el sur del país, forma parte del raión de Vasilivka y centro del municipio (hromada) de Kámianka-Dniprovska.
La ciudad está ocupada por Rusia desde marzo de 2022 en el marco de la invasión rusa de Ucrania.

## Geografía
Kámianka del Dniéper se encuentra en la orilla del río Dniéper, parte del embalse de Kajovka. Al otro lado del río está la ciudad de Níkópol, a unos 15 km al este Enerjodar y 69 km sudoeste de Zaporiyia.

## Historia
Cerca de Kámianka del Dniéper hay un sitio arqueológico que brinda evidencia que sugiere que la ciudad fue una vez capital de Escitia.
En 1701, el Imperio ruso construyó aquí un fuerte llamado Kámiany Zatón (en ucraniano: Кам'яний Затон; en ruso: Каменный Затон, romanizado: Kámmeny Zatón, lit. 'remanso de piedra'), que interactuó con los asentamientos cosacos en el lado norte del río. Este fuerto fue construido por iniciativa de Iván Mazepa y por orden del zar Pedro I como un bastión contra el Imperio otomano. Después de la adhesión de la región del norte Mar Negro del Norte y Crimea a Rusia, la necesidad de la fortaleza desapareció, por lo que se retiró la guarnición y la fortaleza se derrumbó gradualmente.
El lugar fue fundado en 1786 como Malá Známianka (en ucraniano: Мала Знам'янка). Kámianka fue el centro del vólost homónimo del uyezd de Melitópol de la gobernación de Táurida del Imperio ruso.
En 1920, se le cambió el nombre a Kámianka na Dniprí (en ucraniano: Кам'янка на Дніпрі) y recibió el estatus de asentamiento urbano en 1938.
Durante la ocupación alemana en la Segunda Guerra Mundial, la ciudad se llamaba Kámianka y era la ciudad principal del distrito de Kámianka dentro del Comisariado Imperial de Ucrania. Los alemanes construyeron un puente entre Nikópol y Kámianka con la ayuda de la población local para el reabastecimiento del ejército alemán. El 15 de agosto de 1944, el asentamiento cambió su nombre al actual.
Kámianka del Dniéper tiene el estatus de ciudad desde 1957.
Hasta el 18 de julio de 2020, Kámianka del Dniéper fue centro del raión de Kámianka-Dniprovska. El raión fue abolido en julio de 2020 como parte de la reforma administrativa de Ucrania, que redujo el número de raiones del óblast de Zaporiyia a cinco. El territorio del raión de Kámianka-Dniprovska se fusionó con el raión de Zaporiyia.
A raíz de la invasión rusa de Ucrania, Kámianka-Dniprovska ha sido ocupada por tropas rusas desde marzo de 2022.

## Demografía
La evolución de la población de Kámianka del Dniéper entre 1886 y 2022 fue la siguiente:
| 4411                                                          | 10 907 | 13 841 | 16 160 | 17 935 | 17 906 | 15 522 | 13 653 | 13 495 | 13 185 | 12 638 | 12 117 |
| (Fuente: Cities & Towns of Ukraine y UKRAINE: Größere Städte) |        |        |        |        |        |        |        |        |        |        |        |

Según el censo de 2001, el 49,6% de la población son rusos, el 47,9% son ucranianos y el resto de minorías son principalmente bielorrusos (0,7%). En cuanto al idioma, la lengua materna de la mayoría de los habitantes, el 73,19%, es el ruso; del 26,26% es el ucraniano.

## Economía
La mayoría de la población de Kámianka del Dniéper se dedica al cultivo de hortalizas. Entre las verduras más vendidas se encuentran los tomates, pepinos, coles, berenjenas, calabacines, fresas, etc.

## Infraestructura

### Arquitectura, monumentos y lugares de interés
El monumento "Gloria del Tomate" fue erigido en la ciudad por los pobladores agradecidos a esta hortaliza. La ciudad también alberga un museo local. 

### Transporte
La carretera T-0805 pasa por la ciudad. Kámianka del Dniéper tiene un muelle en el río, con ferries hacia Níkópol.

## Galería

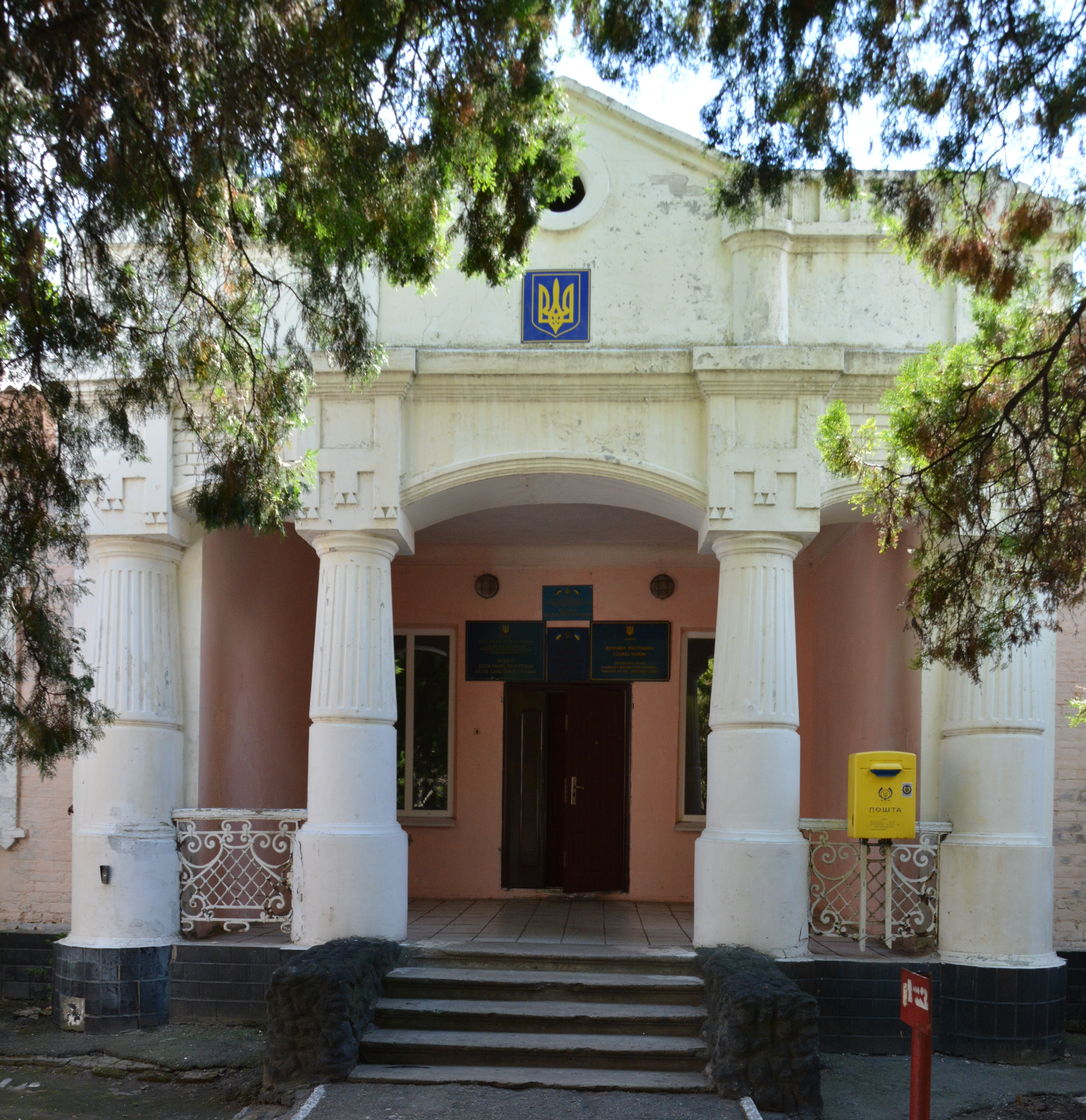
Residencia histórica en Kámianka-Dniprovska
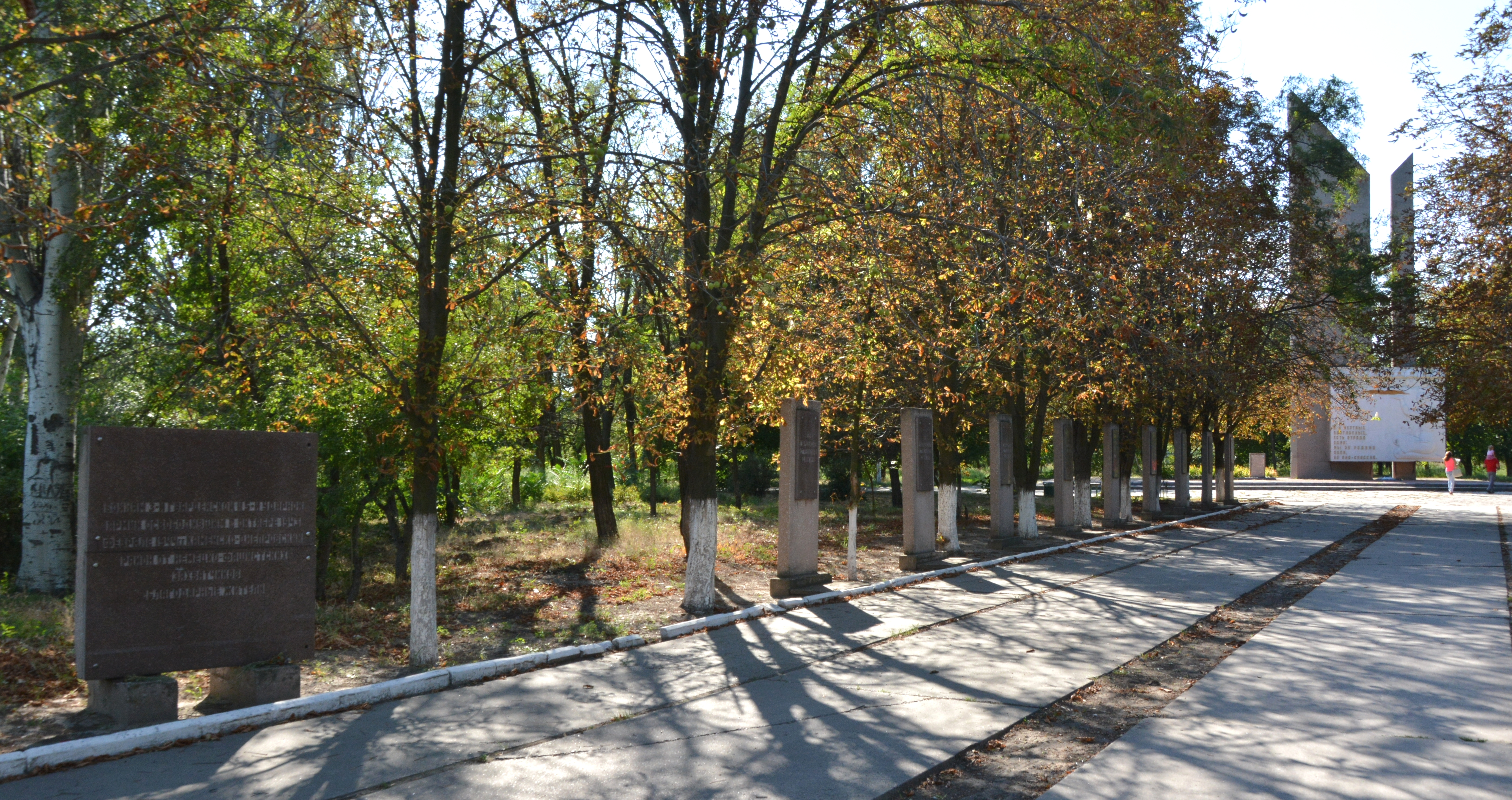
Calle en Kámianka-Dniprovska
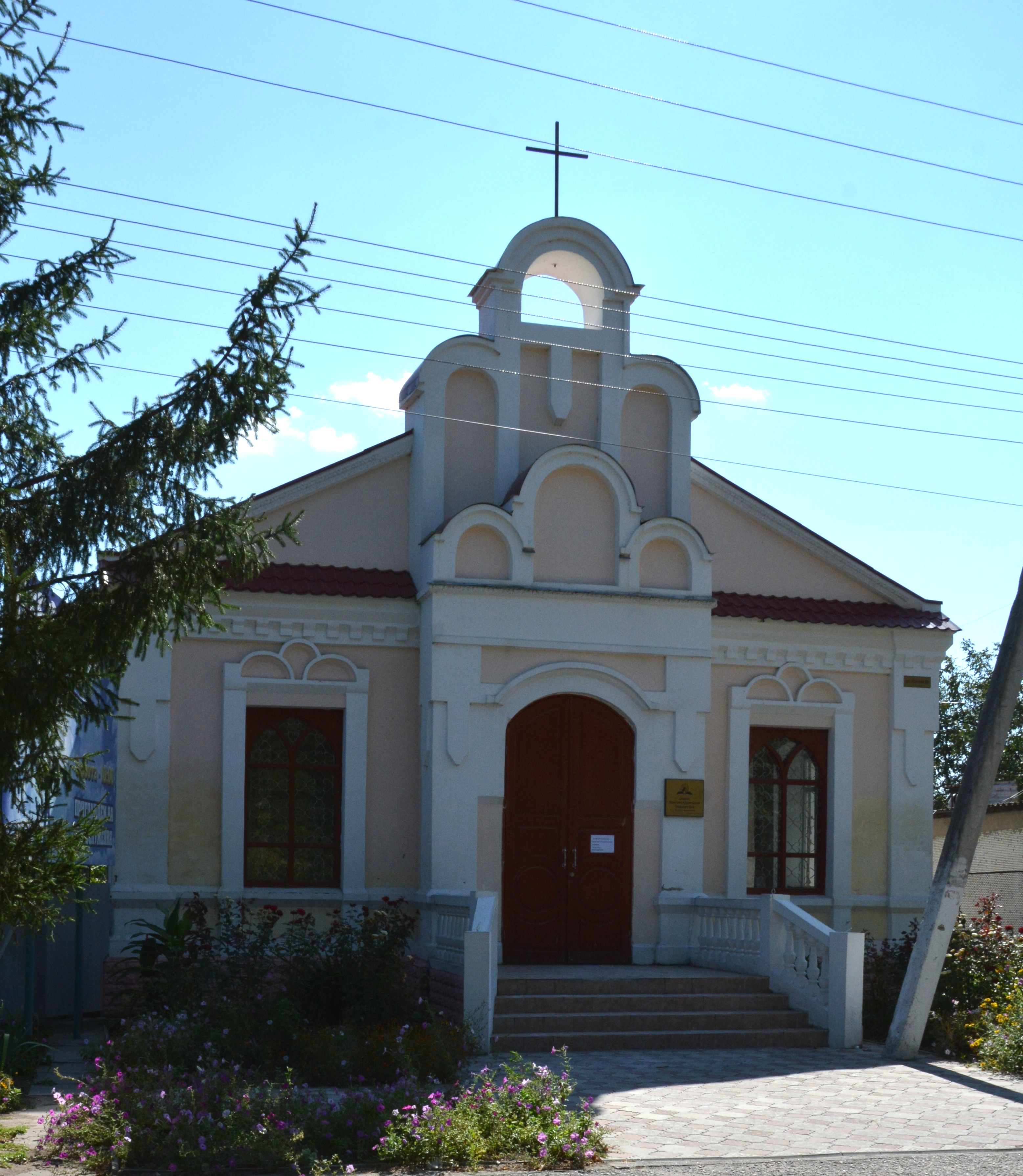
Biblioteca local
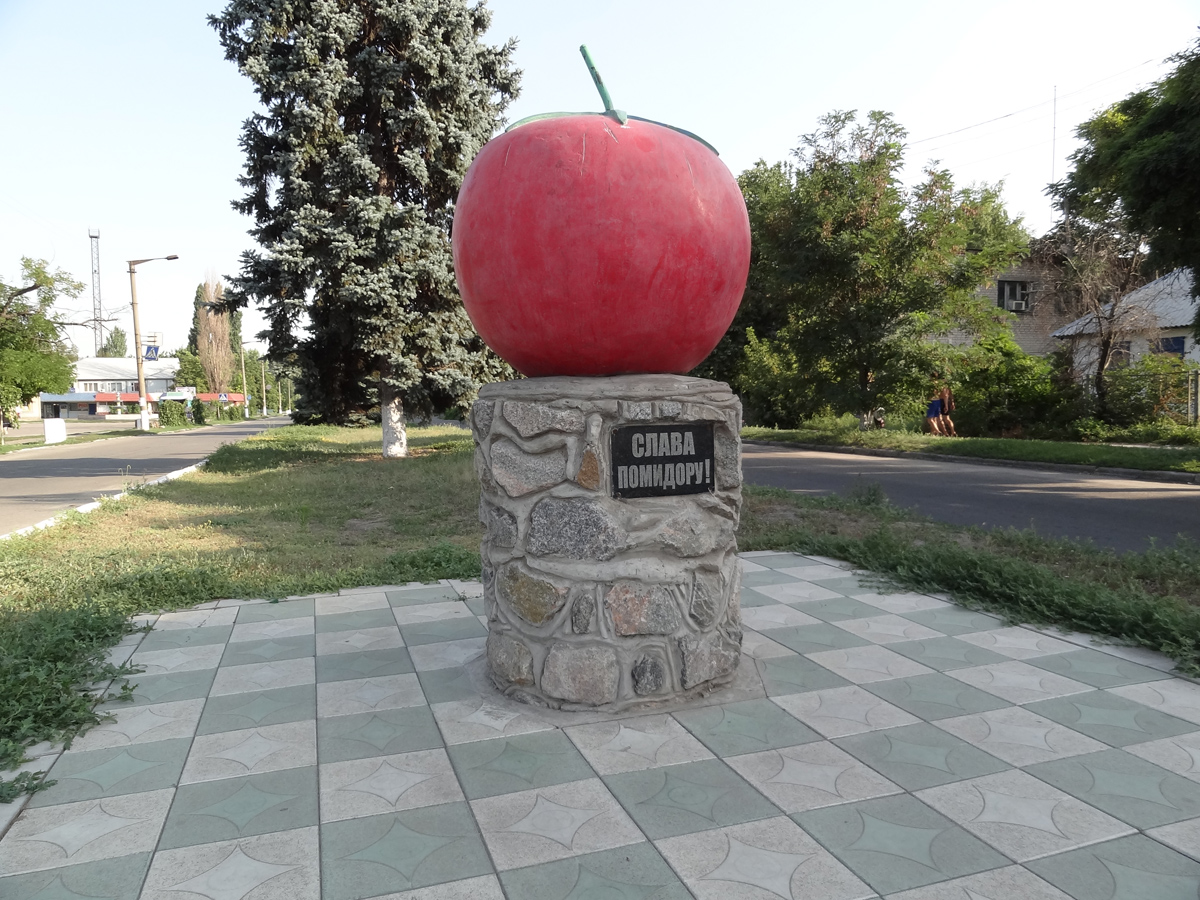
Monumento al tomate